# Back in Black (Lied)
Back in Black ist ein Hard-Rock-Song der australischen Band AC/DC und die dritte Single aus dem gleichnamigen Album. Zur Zeit der Veröffentlichung konnte er nur in den USA eine mittlere Chartplatzierung erzielen, entwickelte sich jedoch durch erhebliche Nachverkäufe mit über neun Millionen zertifizierten Einheiten zum meistverkauften Song der Band.

## Entstehung und Inhalt
Der Song wurde von Angus Young, Malcolm Young und Brian Johnson geschrieben und von Robert „Mutt“ Lange produziert. Die Aufnahmen fanden im April und Mai 1980 statt. Es handelt sich um einen Hardrocksong, der mit einem besonders markanten E-Gitarrenriff eröffnet wird. Im Songtext berichtet der Protagonist in der Ich-Form davon, dass er wieder „zurück in der Spur“ sei. Brian Johnson schrieb den Text aufgrund des schon vorhandenen Titels und der Vorgabe der übrigen Band, dass der Song in zelebrierender Weise an seinen Vorgänger Bon Scott erinnern solle. Johnson sagte: „...they said, ‚it can’t be morbid – it has to be for Bon and it has to be a celebration.‘“ Und Johnson fügte hinzu, er habe nur geschrieben, was ihm dazu in den Sinn kam, aber die Band habe es verstanden und Bon Scotts Leben darin gesehen: „I thought, ‚Well no pressure there, then‘ [lacht]. I just wrote what came into my head, which at the time seemed like mumbo, jumbo. ‚Nine lives. Cats eyes. Abusing every one of them and running wild.‘ The boys got it though. They saw Bon’s life in that lyric.“

## Musikvideo
Das offizielle Musikvideo wurde bei YouTube über 1.034 Milliarden Mal abgerufen (Stand: Juni 2024).

## Veröffentlichung
Back in Black wurde im November 1980 als dritte Single aus dem gleichnamigen Album ausgekoppelt, auf dem es am 25. Juli des Jahres zuerst erschienen war. Der beinah auf jedem Konzert live gespielte Song gilt als Klassiker und Hit von AC/DC. Besonders beliebt wurde er in den 2000er-Jahren auch als Handy-Klingelton.

## Kommerzieller Erfolg

### Chartplatzierungen
Die Single erreichte ursprünglich die Charts nur in den USA mit Platz 37. 2012 erreichte er auch die britischen Singlecharts mit Platz 27 sowie in Frankreich Platz 58.
| ChartsChartplatzierungen       | Höchstplatzierung | Wochen |
| ------------------------------ | ----------------- | ------ |
| Vereinigte Staaten (Billboard) | 37 (15 Wo.)       | 15     |
| Vereinigtes Königreich (OCC)   | 27 (4 Wo.)        | 4      |

### Auszeichnungen für Musikverkäufe
Im Vereinigten Königreich erreichte Back in Black Platinstatus, in den Vereinigten Staaten wurde die Single im Jahr 2019 mit Dreifachplatin für über drei Millionen verkaufte Einheiten ausgezeichnet, nachdem er 2006 Gold- und Platinstatus erlangt hatte. Außerdem gilt der Song als einer der ersten, der von der RIAA eine Platinauszeichnung als Klingelton erhalten hat, für über 1 Million Downloads.
| Land/Region                  | Auszeichnungen für Musikverkäufe (Land/Region, Auszeichnung, Verkäufe) | Verkäufe   |
| ---------------------------- | ---------------------------------------------------------------------- | ---------- |
| Brasilien (PMB)              | 2× Platin                                                              | 120.000    |
| Dänemark (IFPI)              | Platin                                                                 | 90.000     |
| Deutschland (BVMI)           | Platin                                                                 | 500.000    |
| Italien (FIMI)               | 3× Platin                                                              | 300.000    |
| Kanada (MC)                  | 9× Platin · + 2× Platin (Ringtone)                                     | 800.000    |
| Mexiko (AMPROFON)            | 2× Diamant · + 5× Gold                                                 | 750.000    |
| Neuseeland (RMNZ)            | 5× Platin                                                              | 150.000    |
| Portugal (AFP)               | 2× Platin                                                              | 20.000     |
| Spanien (Promusicae)         | 2× Platin                                                              | 120.000    |
| Vereinigte Staaten (RIAA)    | 7× Platin · + 2× Platin (Mastertone)                                   | 9.000.000  |
| Vereinigtes Königreich (BPI) | 3× Platin                                                              | 1.800.000  |
| Insgesamt                    | 1× Gold · 41× Platin · 2× Diamant ·                                    | 13.650.000 |

Hauptartikel: AC/DC/Auszeichnungen für Musikverkäufe